# 헌터 헤이스
헌터 이스턴 헤이스(Hunter Easton Hayes, 1991년 9월 9일 ~ )는 미국의 컨트리 음악 가수이다. 아틀란틱 레코드 내쉬빌과 계약해 2011년 5월 16일 데뷔 싱글곡 "스톰 워닝(Storm Warning)"을 발표했다. 2011년 10월에는 그의 이름을 딴 앨범이 발매되었다.

## 경력
헤이스는 미국 루이지애나주의 브로 브리지 시에서 태어났다. 할머니가 2살 때 아코디언을 준 뒤부터 음악을 시작했고, 4살 때부터 지역 공연과 함께 텔레비전 방송에 모습을 비치기 시작했다. 13살에는 미국의 경연 프로그램인 "아메리카스 모스트 탤런티드 키즈(America's Most Talented Kids)"에 출연했다.
2008년, 루이지애나에서 테네시 주 내쉬빌로 이사한 헤이스는 2010년, 래스칼 플래츠의 앨범 "낫딩 라이크 디스(Nothing Like This)"의 수록곡 "플레이(Play)"를 공동작사했다. 이후 아틀란틱 레코드 내쉬빌과 계약해 2011년 5월 데뷔곡 "스톰 워닝(Storm Warning)"을 발표했다. 이 곡이 담긴 헤이스의 데뷔 앨범은 댄 허프(Dann Huff)와 공동제작하는 가운데 헤이스가 직접 모든 악기를 연주했다. 컨트리 음악 전문 리뷰 웹사이트인 러프스탁(Roughstock)은 헤이스의 목소리가 래스칼 플래츠의 리드 보컬인 개리 레복스(Gary LeVox)와 비슷하다는 점과 가사가 출중하다는 점을 들며 "스톰 워닝"을 "별 3개"로 평가하기도 했다.
헤이스는 미국의 컨트리 음악 스타인 테일러 스위프트의 열흘간 이어진 "스피크 나우 월드 투어(Speak Now World Tour)"에서 오프닝 공연을 펼치고 미주리 주 세인트 루이스에서 투어를 마무리했다. 또 몇 주 동안 자신의 라디오 투어를 가지며 데뷔 앨범의 수록곡들을 공연하기도 했다. 이어 10월 8일 텍사스주의 보몬트 시에서 "모스트 원티드 폴 투어(Most Wanted Fall Tour)"라는 이름으로 최초의 클럽 투어를 진행했다. 2011년 개봉한 리메이크 영화 풋루즈(Footloose)에서 헤이스는 1984년 원작의 인기 테마곡이었던 마이크 리노와 앤 윌슨의 "올모스트 파라다이스(Almost Paradise)"를 가수 빅토리아 저스티스와 함께 듀엣으로 부르기도 했다.